# 小犬のプルー
『小犬のプルー』（こいぬのプルー）は、日本の歌。作詞：林權三郎、作曲：柳沢剛、歌：本田路津子。

## 概要
1972年2月-3月、NHK「みんなのうた」で紹介。孤独な「ボク」と小犬のプルーとの出会い、夜、そして別れを歌った歌。アニメーションは佃公彦。1977年2月-3月「ぼくのプルー」が同番組で紹介された。1982年12月-1983年1月、石川ひとみの歌でリメイクされた。石川ひとみは、3番の歌詞「日暮れ時」「秋の午後」に改められた。本田路津子のオリジナルは、キューン・ソニーから発売されたCD「NHKみんなのうた さとうきび畑」に収録されている。

## カバーした歌手
- 堀江美都子（日本コロムビア・オムニバス版）
- 倍賞千恵子（キングレコード・オムニバス版）
- 真島昌利（当時ザ・ブルーハーツ所属。アルバム「夏のぬけがら」でカバー）

## 参考資料
- みんなのうた缶[要文献特定詳細情報]